# Lepší je být bohatý a zdravý než chudý a nemocný
Lepší je být bohatý a zdravý než chudý a nemocný, slovensky:Lepšie byť bohatý a zdravý ako chudobný a chorý, (anglicky It's Better to Be Wealthy and Healthy Than Poor and Ill) je československý film režiséra Juraje Jakubiska z roku 1992. Jde o satirickou tragikomedii o osudech dvou žen a jejich milence, věčně se vracejícího emigranta, odehrávající se v období po roce 1989. „ Ještě na předpremiéře tohoto posledního federálního filmu, v červnu 1992, byl motiv rozdělení Československé republiky brán jako komediální nadsázka, ale když se tak po půlroce skutečně stalo, byla to už tragedie… I když jsem tenkrát předpovídal rozdělení státu, jako osobní věštec jsem neobstál. Neměl jsem žádné prorocké cítění, že se má protagonistka Dagmar Veškrnová stane první dámou v té části bývalého Československa, ve které budu bydlet…“ – Juraj Jakubisko.

## Děj
Satirická tragikomedie o osudech dvou žen a jejich milence Roberta, věčně se vracejícího emigranta, mapuje chaotické období postkomunistické Evropy po pádu totality. Během listopadové sametové revoluční euforie v roce 1989 se setkávají dvě protikladné mladé ženy, intelektuální disidentka Nona a milenka komunistického pohlaváre tajné služby Ester. Obě mladé ženy se seznámí na protitotalitním mítinku a spřátelí se. S politikou nechtějí mít nic společného, touží se vdát a mít děti, ale také pořádně zbohatnout. Bláznivé plány a riskantní způsob jejich realizace je v porevolučním chaosu přivádí do mnoha ošemetných situací. Moc peněz se dostává do konfliktu se sílou přátelství…

## Produkce
- Režie: Juraj Jakubisko
- Kamera: Viktor Růžička
- Hudba: Jiří Bulis, Miloš Krkoška
- Architekt: Slavomír Procházka, Tomáš Berka
- Návrhy kostýmů: Peter Čanecký
- Střih: Jiří Brožek
- Vedoucí výroby: Ivan Filus
- Exteriéry: Bratislava, Praha, Vídeň, Uherčice[nepřesný odkaz]
- Předpremiéra v Bratislavě: 3. června 1992

## Hrají
- Deana Horváthová - Nona
- Dagmar Veškrnová - Ester
- Juraj Kukura - Robert
- Vilma Jamnická - Margita
- Ľubomír Paulovič - Viliam
- V. D. Hoai Phuong - Saigon
- Tomáš Žilinčík - Laco
- Stanislav Dančiak - kapitán Klinec
- Pavel Nový - vekslák
- Vladimír Jedľovský
- Oľga Zöllnerová
- Zdeněk Dušek[nepřesný odkaz] - závozník
- Dušan Lenci
- Ján Barto
- Hana Packertová - komisařka
- Jiří Pecha - prodavač dřevěných kostelíků
- František Velecký - nacionalista z baru
- Marián Filadelfi
- Jiřina Třebická - prostitutka

## Ocenění
- IX. Festival de Cinema de Troia Setubal 1993 
 • Hlavní cena Zlatý delfín